# Masacre estudiantil del 30 de julio de 1975

Se conoce como la masacre estudiantil del 30 de julio de 1975 a los acontecimientos de violencia, producto del terrorismo de Estado impulsado por el coronel Arturo Armando Molina y el general Carlos Humberto Romero, ocurridos en el paso a desnivel ubicado frente al Hospital General del Instituto Salvadoreño del Seguro Social (ISSS), en la 25.a avenida Norte, en San Salvador, capital de El Salvador. 

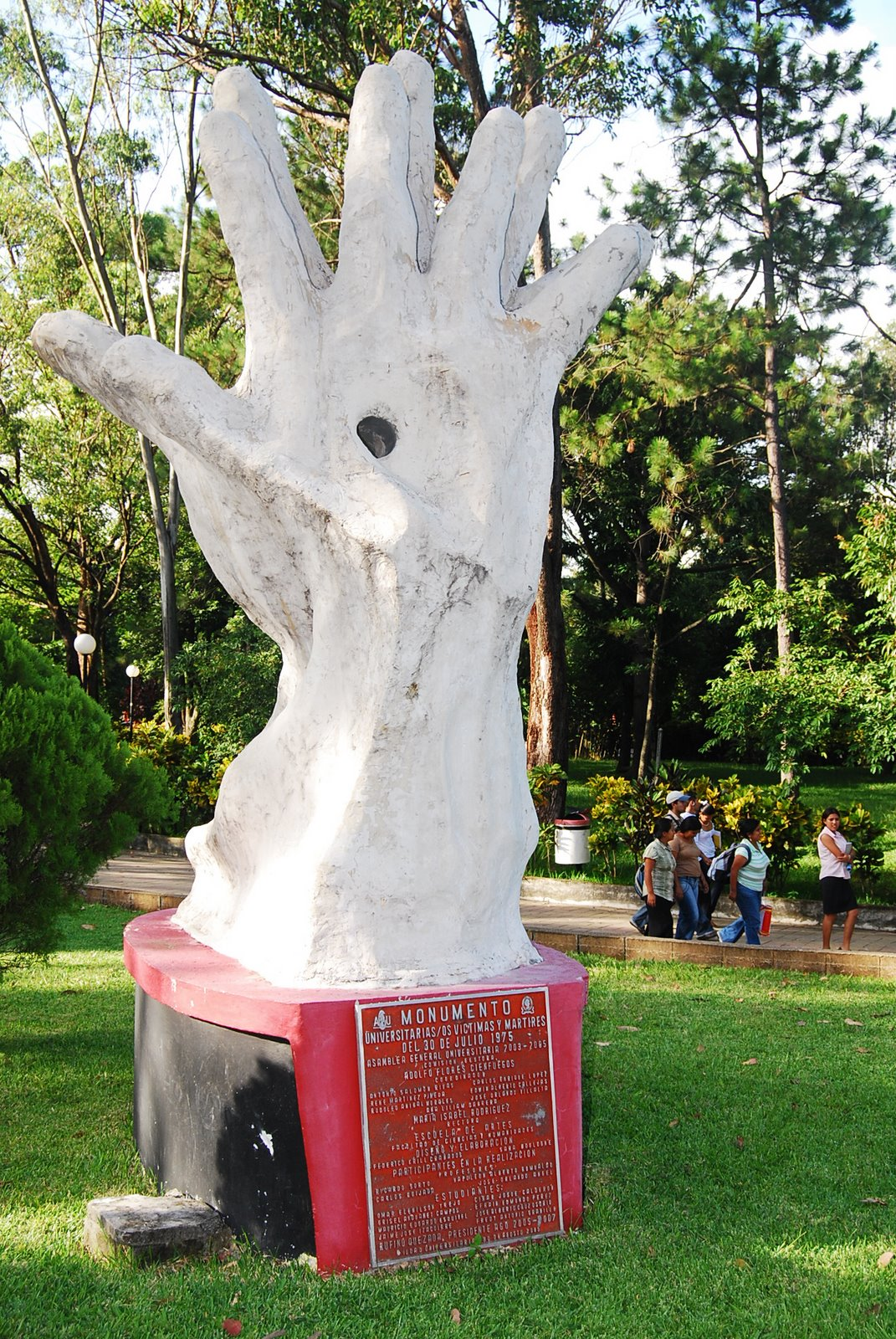
Escultura en homenaje a los estudiantes víctimas del Terrorismo de Estado del 30 de julio de 1975 que se encuentra ubicada en el campus central de la Universidad de El Salvador

## Trasfondo político de la década de 1970

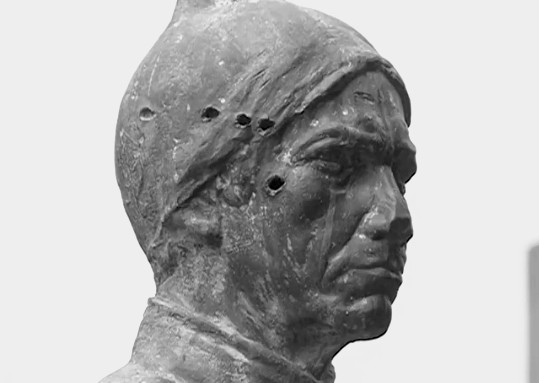
Busto de Crisanto Salazar, considerado el primer rector de la UES. Dicho monumento aún conserva los orificios de bala que fueron provocados por la última intervención militar sufrida por la UES.

En la década de 1970, los estudiantes de la Universidad de El Salvador (UES) se alinearon con los movimientos armados de la izquierda revolucionaria en un acto de claro desafío a los gobiernos militares de la época. El 19 de julio de 1972, el gobierno del coronel Arturo Armando Molina intervino militarmente a la UES para suprimir al movimiento opositor estudiantil. Durante el período de ocupación, que se extendió hasta mediados de 1973, el campus central de la UES fue ocupado por la Fuerza Armada. Cuando la UES se reabrió, comenzó una campaña contra la comunidad universitaria, acusándola de ser un centro de adoctrinamiento marxista. En octubre de 1980, el rector de la UES, Félix Ulloa, fue asesinado.

## Los sucesos del 30 de julio de 1975
El trasfondo político de la masacre estudiantil del 30 de julio de 1975, consistía en que mientras una audiencia televisiva de todo el mundo veía las soleadas playas de El Salvador antes de la final del concurso Miss Universo, el 19 de julio de 1975, tropas fuertemente armadas, fuera de cámara, fueron convocadas para detener las manifestaciones de estudiantes que protestaban por el gasto de 1 millón de colones que fue autorizado por el Gobierno militar para el desarrollo del concurso de belleza. Las protestas tuvieron lugar en Santa Ana y San Salvador. Según el Gobierno militar, que alegó que la marcha estudiantil era parte de un "complot comunista", una persona resultó muerta, cinco heridas y 11 detenidas. Pero según los estudiantes, al menos 12 personas murieron, 20 resultaron heridas y 40 detenidas.
El miércoles 30 de julio de 1975, alrededor de las 2:30 de la tarde, salieron en una marcha de protesta, estudiantes de la UES y jóvenes organizados de educación media, desde el portón de la Facultad de Ciencias y Humanidades de esa casa de estudios superiores.
La razón de la protesta fue el allanamiento del Centro Universitario de Occidente y otros atropellamientos a los derechos humanos cometidos los días viernes 25 y martes 29 del mismo mes y año en la ciudad de Santa Ana, por parte de los cuerpos de seguridad de la Guardia Nacional, Policía de Hacienda, y Policía Nacional.
Cerca de las 4:30 de la tarde, la marcha estudiantil fue violentamente reprimida, sobre la 25.a avenida Norte a la altura de un paso a desnivel, frente al edificio del Hospital General del Instituto Salvadoreño del Seguro Social (ISSS), en la capital salvadoreña. Los agentes policiales arrojaron gases lacrimógenos, y dispararon con armas de fuego, matando a varios manifestantes al instante.
Además los manifestantes fueron acorralados en el paso a desnivel con tanquetas que aparecieron detrás de ellos, las cuales atropellaban a los heridos, y obligaron a algunos a saltar a los niveles inferiores de dicho tramo.
El número de muertos aún es desconocido, debido a que los agentes de seguridad bloquearon el paso al lugar y rápidamente recogieron los cuerpos y limpiaron la sangre de las calles, según observadores, con agua y jabón.
El periódico matutino La Prensa Gráfica anunció la muerte de siete estudiantes universitarios. Pero otros periódicos locales con líneas de derecha publicaron la muerte de una sola persona, en un intento de invisibilizar la masacre estudiantil, mientras que según indagaciones se habla de alrededor de 50 personas fallecidas.
En un comunicado de la Asociación General de Estudiantes Universitarios Salvadoreños (AGEUS), fuentes testimoniales de familiares y periódicos locales de la fecha, reportaron:
- No se conoce el dato exacto, pero supera los cien fallecidos.
- Hasta la fecha no se conoce el dato exacto de los desaparecidos.
- 23 manifestantes heridos.
- 2 heridos de los alrededores (no participaban en la manifestación estudiantil).
- 10 capturados.

Los principales señalados como responsables —sin haber sido nunca juzgados— de haber ordenado la masacre estudiantil fueron el entonces Ministro de Defensa y Seguridad Pública, general Carlos Humberto Romero, quien dos años después sería presidente del país, y el coronel Arturo Armando Molina, quien fue Presidente de El Salvador entre 1972 y 1977.
Los expresidentes Romero y Molina fallecieron en 2017 y en 2021, respectivamente; a las edades de 92 años para el primero y de 93 años para el segundo. Romero moriría en la capital salvadoreña y Molina en Los Ángeles, California, Estados Unidos.

## Galería

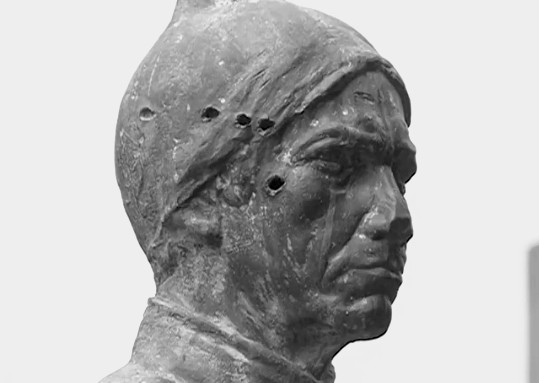
Busto de Crisanto Salazar, considerado el primer rector de la Universidad de El Salvador.
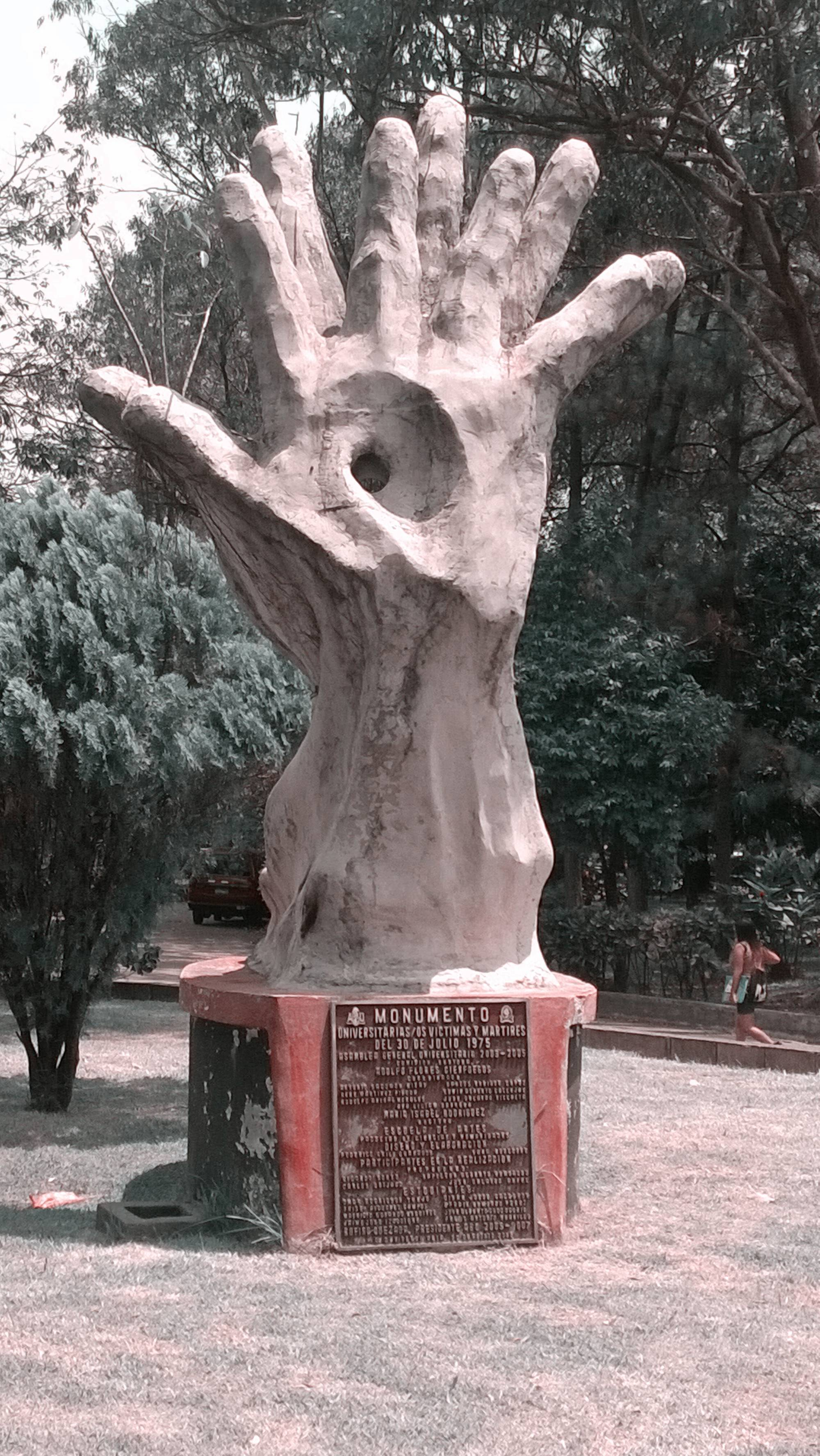
Monumento a las víctimas de la masacre estudiantil del 30 de julio de 1975, que está ubicado en el campus central de la Universidad de El Salvador.
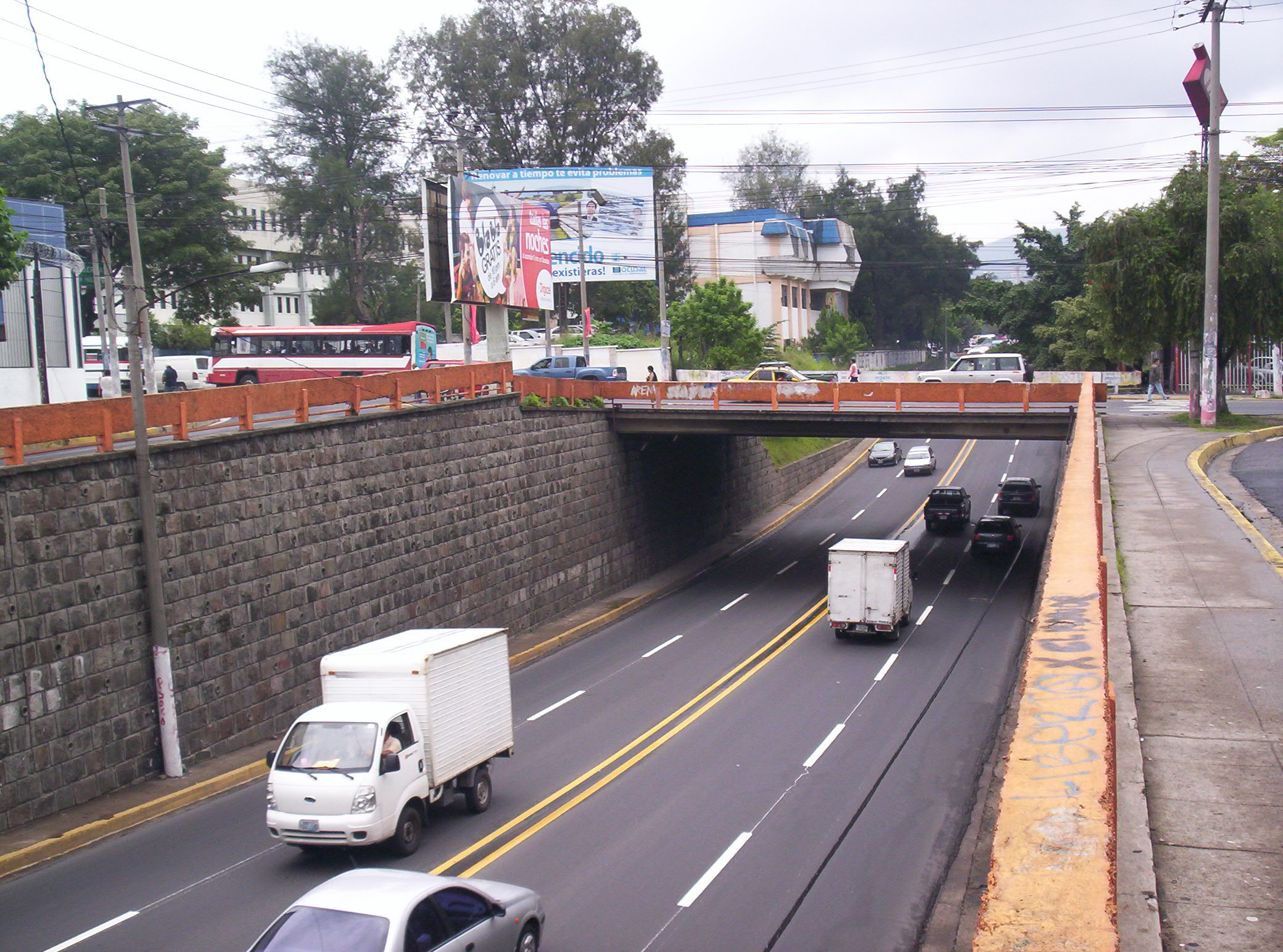
Imagen del paso a desnivel de la 25.a avenida Norte, San Salvador, El Salvador.
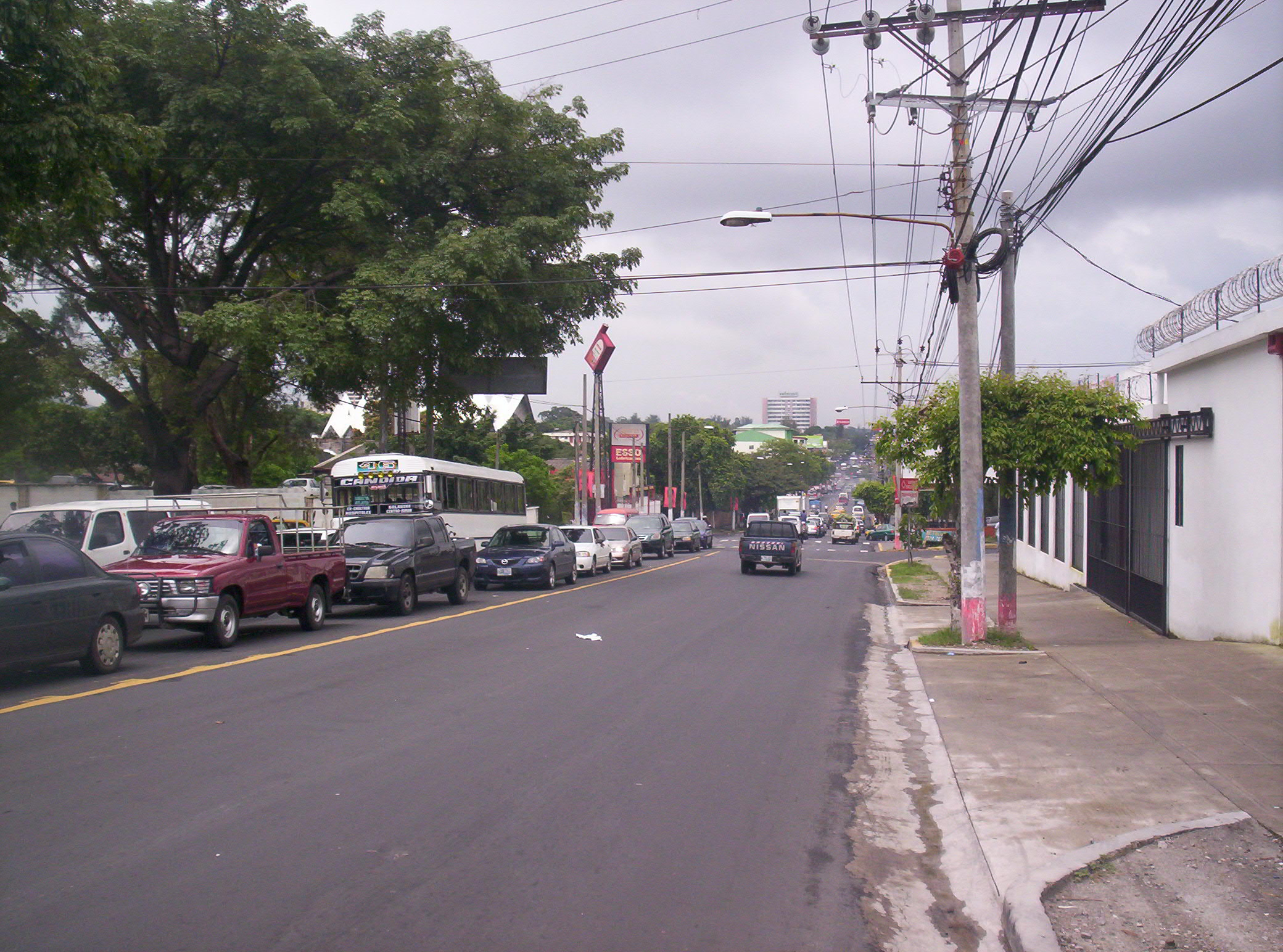
Vista de la 25 Avenida Norte, San Salvador, El Salvador.
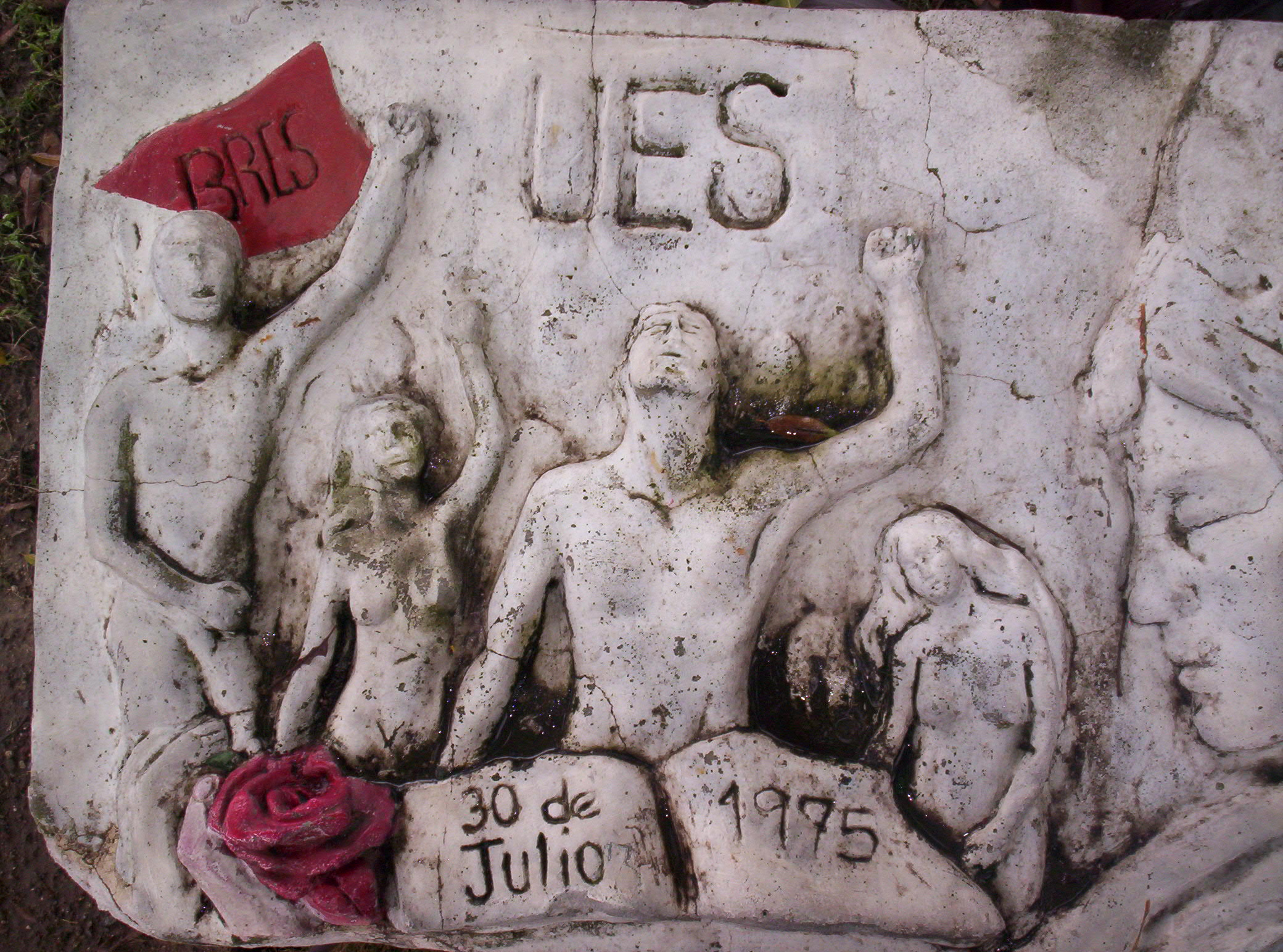
Monumento en memoria de los estudiantes mártires, que fue colocado por los estudiantes de la Universidad de El Salvador sobre la 25.a avenida Norte, San Salvador, El Salvador.